# Stora Råby
Stora Råby is een plaats in de gemeente Lund, in de Zweedse provincie Skåne län en het landschap Skåne. De plaats heeft 55 inwoners (2000) en een oppervlakte van 7 hectare.